# Exedra

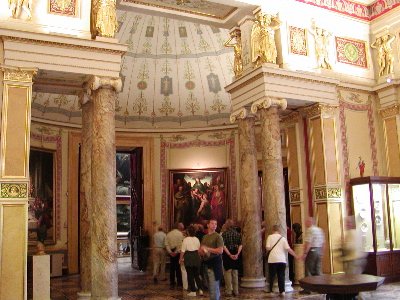
Klassizistische Exedra, Entwurf Leo von Klenze, Eremitage, Sankt Petersburg

Die Exedra (Plural Exedren) ist ein nischenartiger Raum, der sich auf einen Hof, Platz oder eine Halle öffnet. Sie kann frei oder mit einer Säulenstellung gestaltet sein.

## Antike Architektur
Im antiken Griechenland war die ἐξέδρα exhédra, auch das εξέδριον exhédrion, eine besonders gestaltete, erhöhte Nische bzw. die offene oder überdachte Plattform als Anbau eines großen öffentlichen Versammlungsraumes, etwa des Peristyls oder im Gymnasion. Sie diente mit Sitzen als „Gesellschaftsraum“ im Sinne eines Séparées dem privateren Gespräch oder dem Vorlesen und Diskutieren im kleinen Kreise.
Sie fand Eingang in die römische Villa (exedrium) und war dort innenarchitektonisches Element als Nebenraum (Konversationszimmer, Sprechzimmer) oder im Bad. Vitruv vergleicht sie der Rotunde.
Im Hellenismus entwickelte sie sich parallel zur Ädikula, der Standnische für sakrale und profane Statuen und Statuetten.

## Christlicher Kirchenbau
In frühchristlicher Zeit wurde die Form der Exedra auch für eine erhöhte Altarnische eines Kirchengebäudes übernommen und findet sich auch in den frühchristlichen Basiliken. Dort liegt sie meist an der Schmalseite, die dem Ausgang zum Forum gegenüberliegt. Sie entspricht dabei dem Begriff Apsis ‚Altarraum‘. Augustinus erwähnt sie als gradus exedrae schon im Sinne von Presbyterium/Chor. Sie dient auch als Platz des Sitzes des Bischofs (Cathedra) und anderer Priester (Synthronon).
Aus der Exedra entwickelte sich über die Hauptapsis und die Mehrfachapsiden (Nebenapsis) in der Romanik und der byzantinischen Kunst die Kapelle in der Gotik, als Kapellenkranz des Chorumgangs (hinter dem Presbyterium/Chor, die den Namen ‚Apsis‘ übernehmen), wie auch die Seitenkapellen der Seitenaltäre im Lang- und Querschiff.

## Profanbau ab der Renaissance

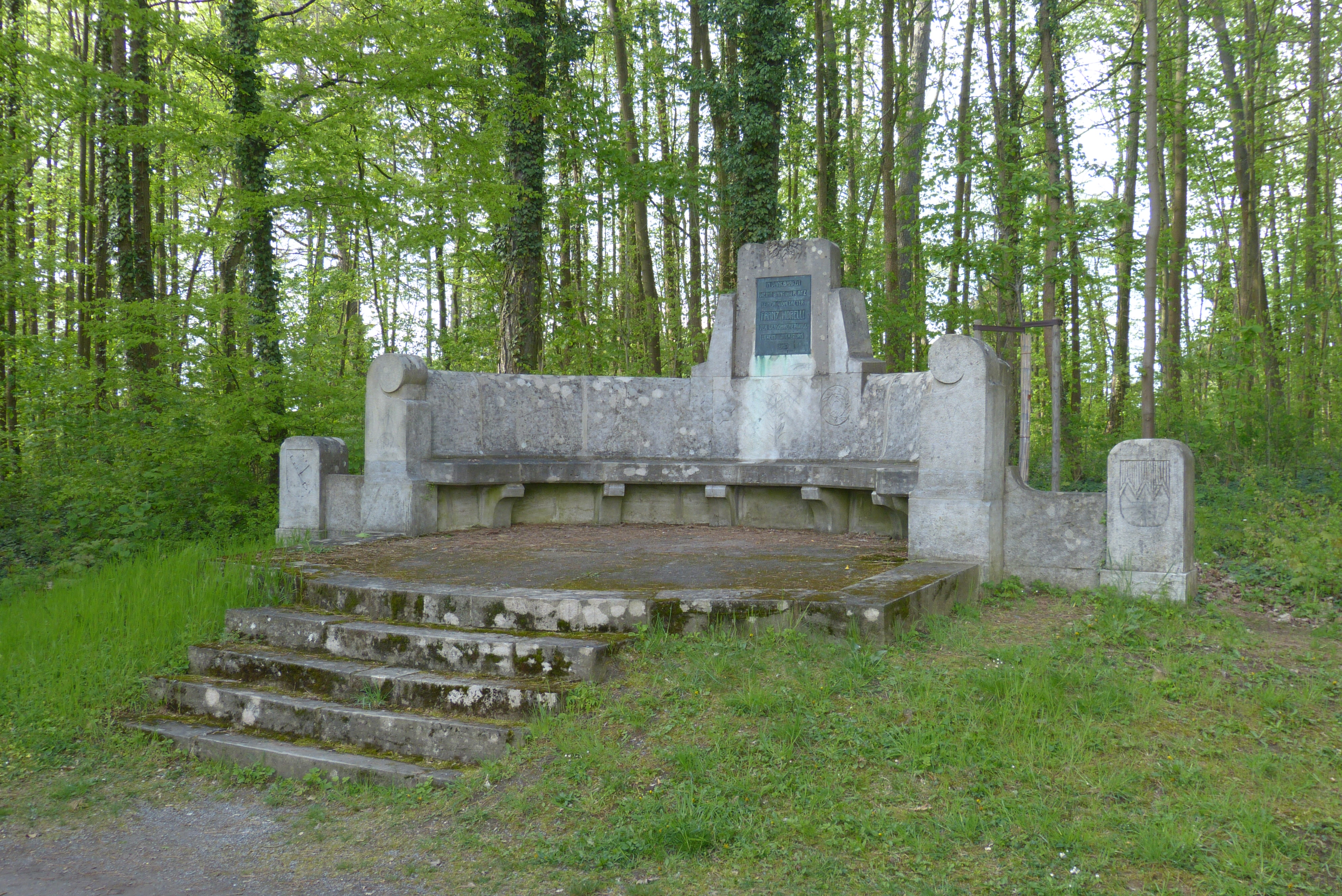
Eine steinerne Jugendstil-Ruhebank in Exedra-Form (1907) in Würzburg

Die Exedra fand auch Eingang in die Formensprache der Renaissance, nun auch vom Baukörper gelöst. In der Gartenkunst wurde die antike Form als eine Art Plattform an einer Gartenmauer, die einen Ausblick auf die Stadt oder ins Tal bietet, wieder aufgenommen (zum Beispiel in der Villa d’Este, 16. Jahrhundert). Über den Manierismus bildete sich die muschelförmige Konche des Barock und Rokoko.

## Archäologie
In der italienischen und maltesischen Archäologie nennt man einen halbrund-ovalen, in der Regel gepflasterten Vorplatz oder die an einem solchen Vorplatz liegende Fassade eines vorzeitlichen Kultbaus Exedra (italienisch Esedra). Insbesondere die Plätze vor maltesischen Tempeln oder sardischen Gigantengräbern werden als Exedra bezeichnet.

## Architekturbeispiele

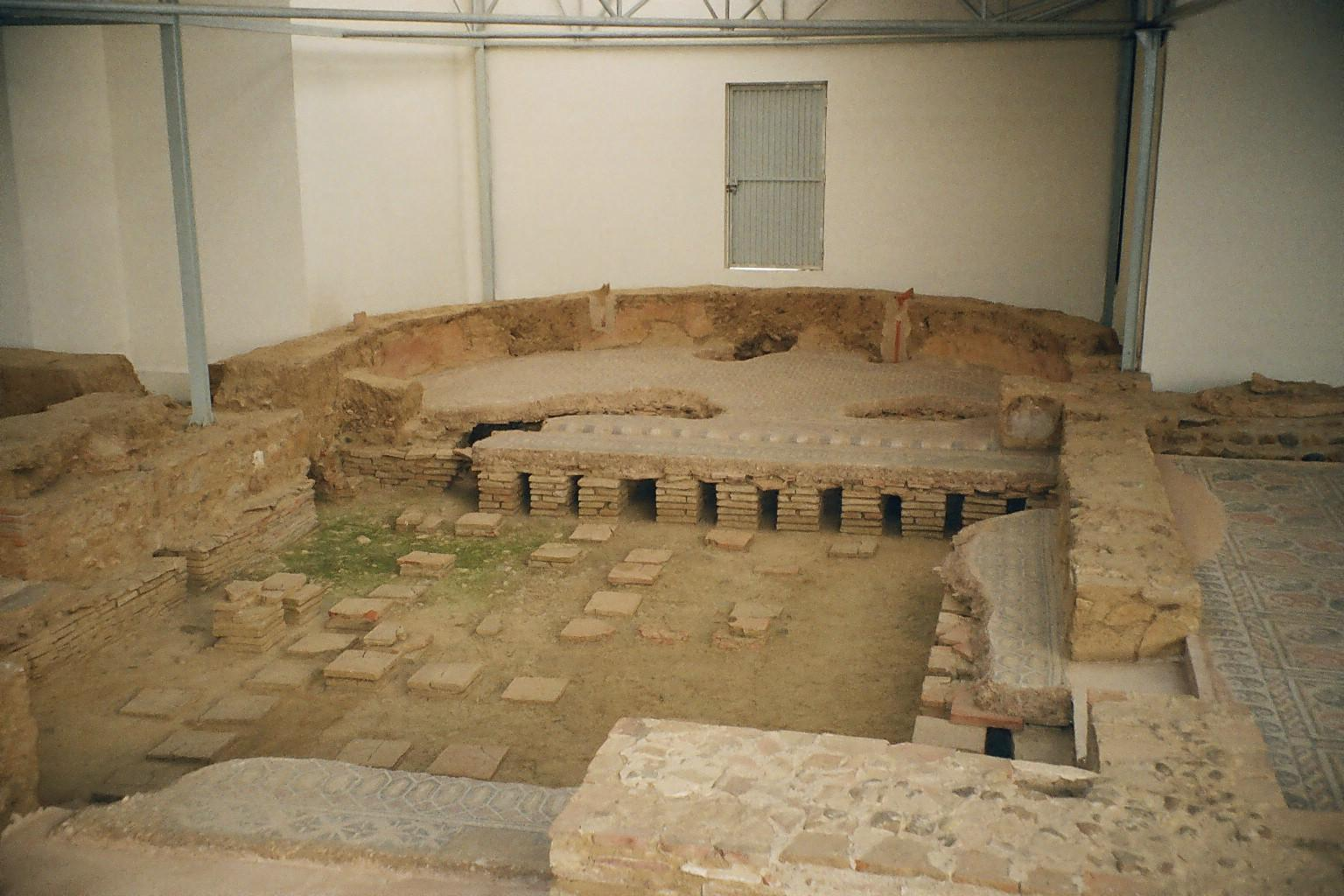
Exedra der römischen Villa, La Olmeda (bei Gañinas, Saldaña) in Palencia, Spanien
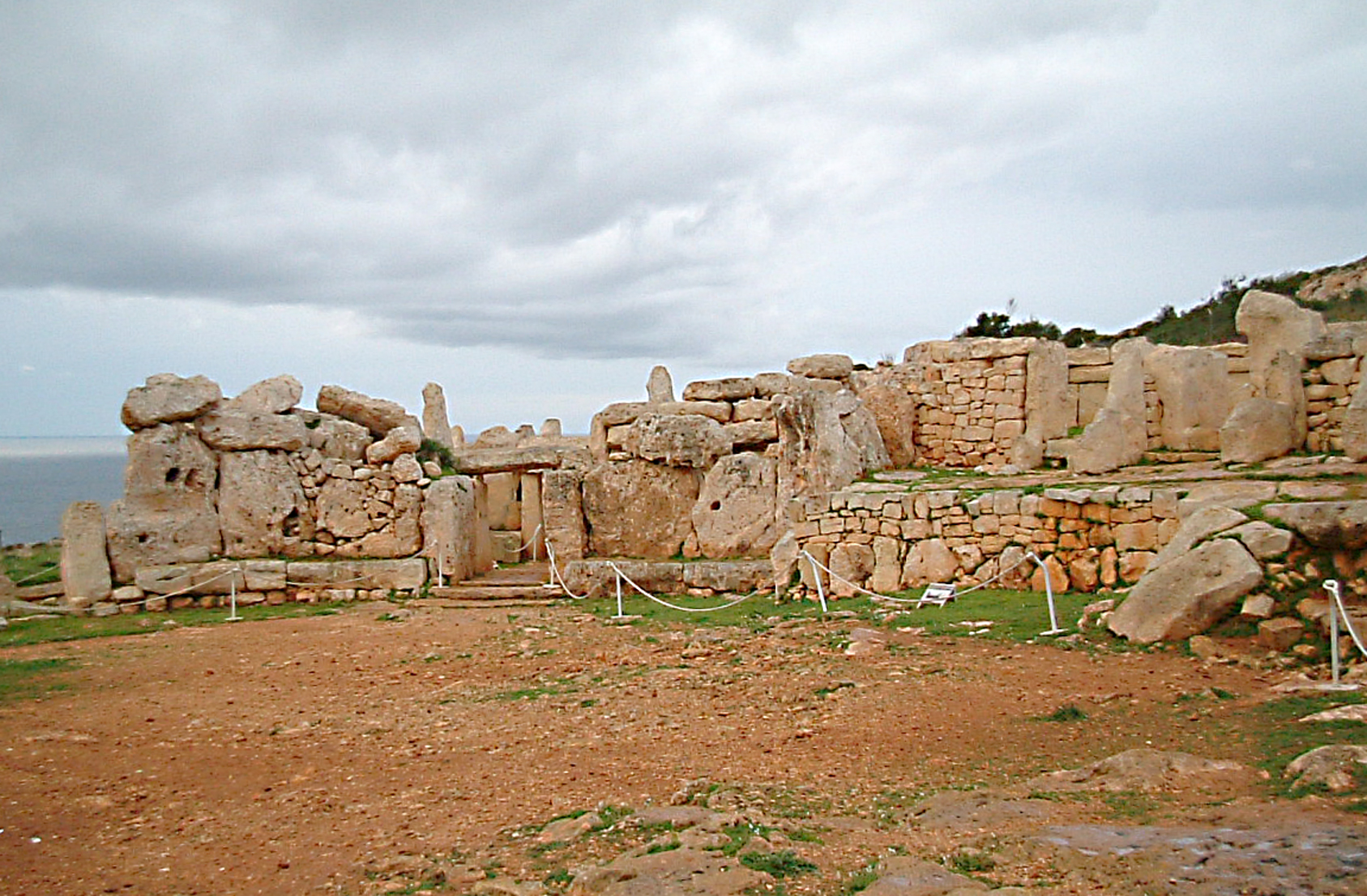
Exedra vor maltesischem Tempel
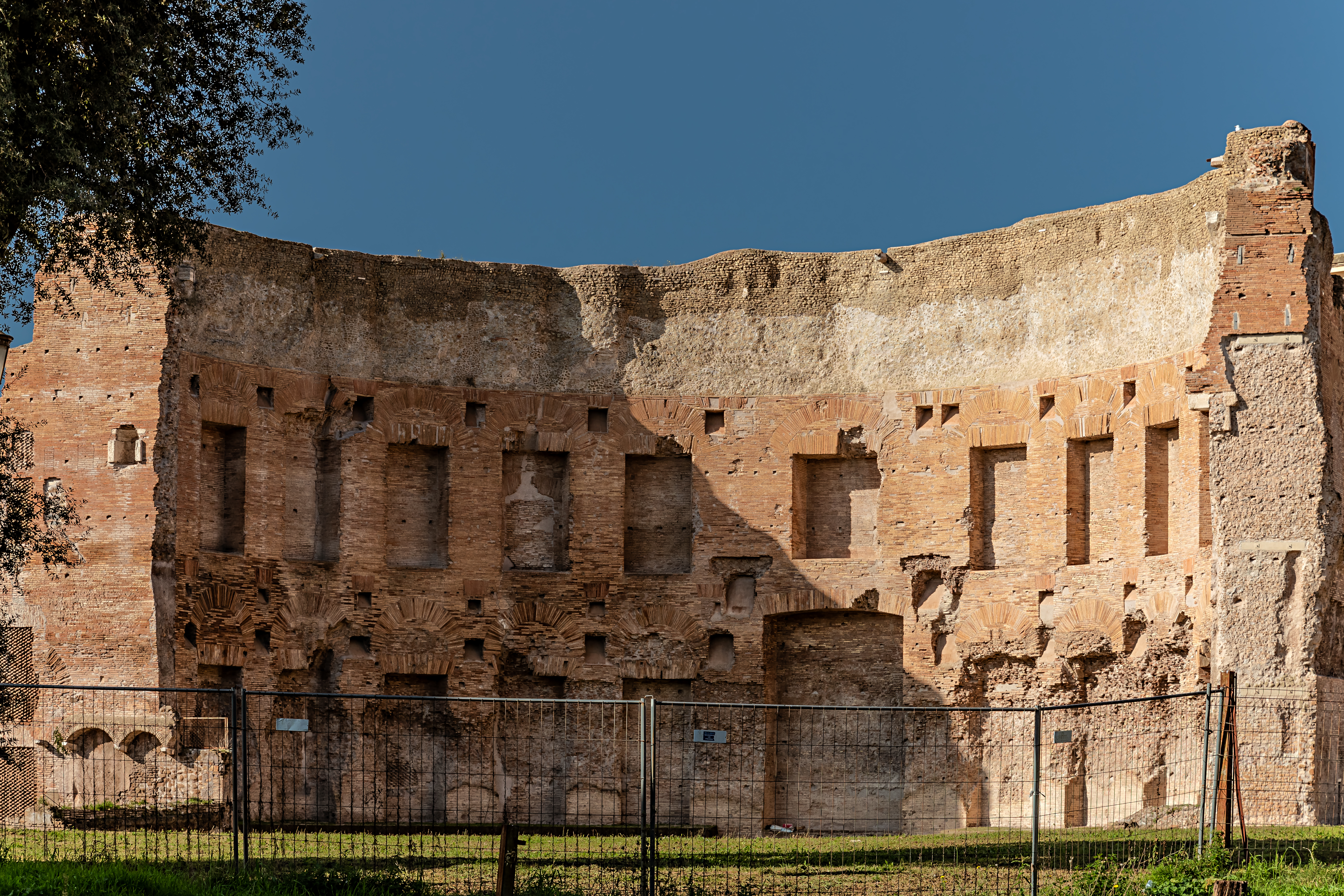
Exedra der Trajansthermen in Rom
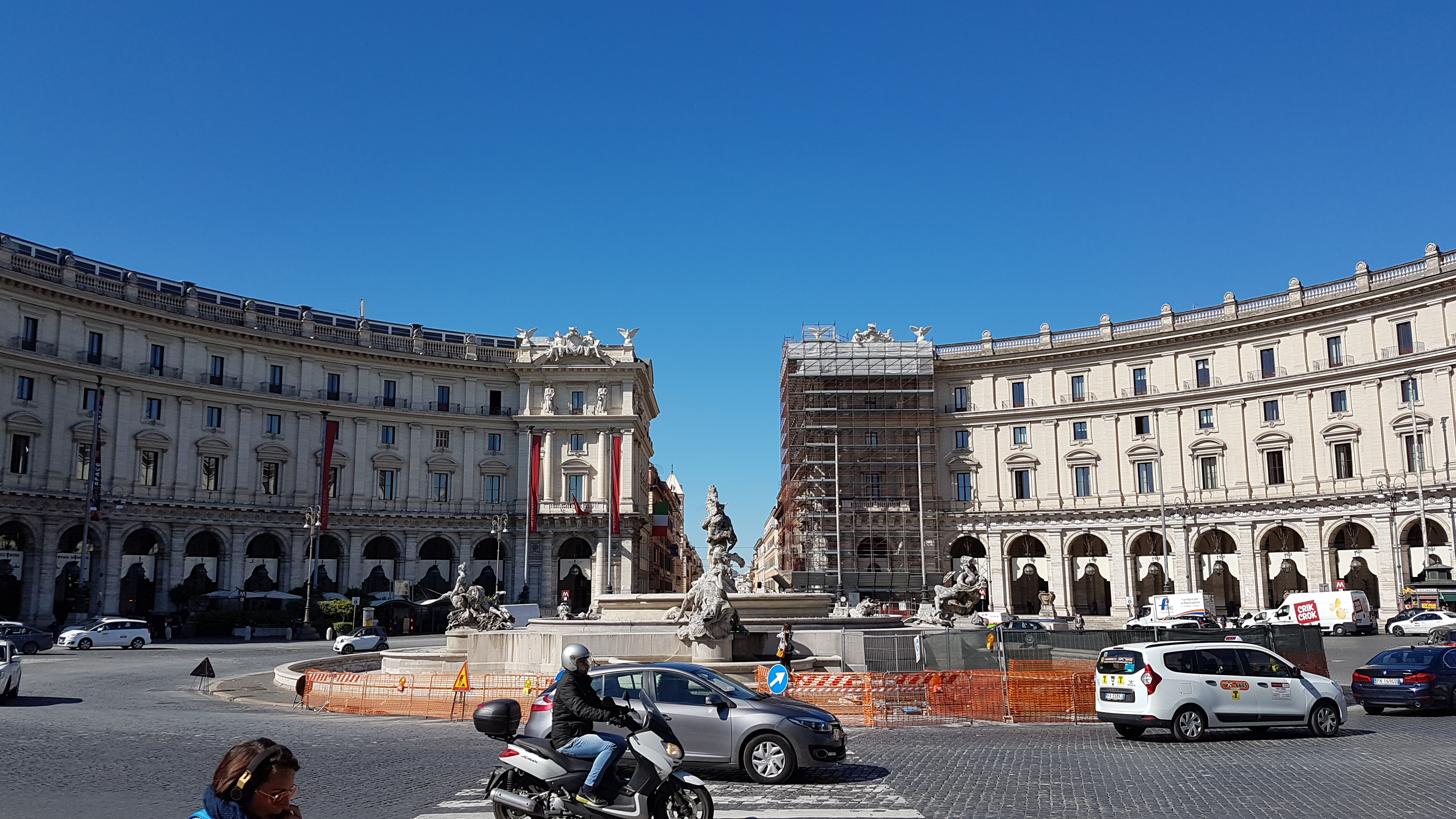
Piazza della Repubblica in Rom, ehemals Exedra der Diokletiansthermen